# TANPAKU
Tanpaku는 단백질의 3차원 구조예측을 목적으로 BOINC에 기반한 분산 컴퓨팅 프로젝트로서 일본 동경대의 야마토 연구소와 다케다 연구소가 합동으로 시작한 프로젝트이다.
이 프로젝트는 2008년 8월 8일 서버 문제로 인해 중단되었으며 다시 활성화 되지는 않을 예정이다.

## 같이 보기
- BOINC